# Alex Kingston
Alexandra Kingston, née le 11 mars 1963, à Epsom, dans le comté de Surrey en Angleterre, est une actrice anglaise principalement connue pour son rôle de River Song dans la série Doctor Who.
Elle est aussi connu en France pour le rôle du docteur Elizabeth Corday dans la série télévisée Urgences. Son premier rôle important était en 1989 dans Le Cuisinier, le voleur, sa femme et son amant de Peter Greenaway.

## Carrière

### Elizabeth Corday
Le rôle principal d'Alex Kingston est celui d'Elizabeth Corday dans Urgences. Elle a commencé début 1997 et quitta la série, de force, l'été 2004. En effet, l'actrice a été poussée vers la sortie par les producteurs de la série pour le seul motif de son âge. Sa première apparition en tant qu'Elizabeth Corday était dans l'épisode 1 de la saison 4 (Direct aux urgences) et elle resta fidèle au poste jusqu'à l'épisode 4 de la saison 11 (Peur).
Le Dr. Corday s'est mariée avec Mark Greene, le personnage principal de la série qui meurt lors de la saison 8, laissant Elizabeth, veuve, seule à élever sa fille Ella. Mais une caractéristique importante du personnage est sa relation ambiguë avec Robert Romano (Paul McCrane) détesté par tous : elle fut la seule affectée par sa mort lors de la saison 10.
Corday était sous-utilisée dans les saisons 10 et 11, ce qui a abouti à son départ dans cette dernière saison. Elizabeth cependant revient dans Urgences dans la quinzième et dernière saison revoir Neela Rasgotra, devenue à son tour chirurgien, lors de l'épisode 12 qui est diffusé en janvier 2009. Elle est aussi de retour pour le dernier épisode de la série.

### River Song
Nouvelle venue dans l'univers de Doctor Who dans deux épisodes de la saison 4 (Doctor Who 2005), River Song est une archéologue qui semble promise à un grand avenir dans la série puisqu'elle prétend être une compagne intime du Docteur durant une longue période du futur. Plusieurs éléments semblent le confirmer. Elle joue aux côtés du Docteur et de Donna Noble dans les épisodes Bibliothèque des ombres, première partie et Bibliothèque des ombres, deuxième partie.
River Song réapparaît ensuite dans les deux épisodes Le Labyrinthe des Anges, première partie et deuxième partie de la saison 5 où elle doit affronter, en compagnie du Docteur et de sa nouvelle compagne Amy Pond, les Anges pleureurs (déjà vus dans la série lors d'un épisode de la saison 3, Les Anges pleureurs). On la revoit également dans le double épisode final de la saison 5 (La Pandorica s'ouvre, première partie et deuxième partie).
Elle apparaît au côté du Docteur et de ses compagnons, Amy et Rory, dans la saison 6 et finit par leur révéler qu'elle est la fille de ces derniers, Melody Pond (La Retraite du démon). On découvre aussi qu'elle est emprisonnée pour avoir tué le Docteur. Elle apparaît également en tant que Mels dans l'épisode Allons tuer Hitler et revient à la fin de Tournée d'adieux et dans l'épisode suivant, Le Mariage de River Song.
Le personnage est de retour dans la saison 7 dans l'épisode Les Anges prennent Manhattan où en compagnie du Docteur, d'Amy Pond et de Rory Williams, elle doit de nouveau faire face aux Anges pleureurs et à la mort de ses parents. Elle est présente dans l'épisode qui clôt cette saison, Le Nom du Docteur, en compagnie de nombreux ami(e)s du Docteur dont sa nouvelle compagne, Clara Oswald.
Elle revient également dans le treizième épisode spécial Noël de la saison 9 (2015) : Les Maris de River Song. Elle ne reconnaît pas le Docteur à cause de son nouveau visage, celui de Peter Capaldi. On apprend qu'elle le recherche alors qu'il est avec elle depuis le début de l'épisode. On comprend au bout du compte qu'elle est arrivée à la fin de sa vie. Alors que tout semble perdu, le Docteur lui révèle qu'une nuit sur Darilium dure 24 années. River y resta avec le Seigneur du Temps.

## Vie privée
Mariée à Jonathan Stamp, producteur pour la BBC, depuis 2015, elle est divorcée de Fabien Haertel, journaliste allemand, épousé en 1998 et avec qui elle a eu une fille prénommée Salomé Violetta, née le 28 mars 2001. Elle est également l'ex-femme du comédien Ralph Fiennes de qui elle s'est séparée en 1997 après 14 années de vie commune.

## Filmographie partielle

### Cinéma
- 1989 : Le Cuisinier, le voleur, sa femme et son amant – Adela
- 1996 : Saint-Ex
- 1998 : Croupier – Jani de Villiers
- 2000 : Essex Boys (en) – Lisa Locke
- 2006 : Alpha Dog – Tiffany Hartunian
- 2011 : À la folie – Jackie Gardner

### Télévision
- 1992 : Covington Cross (série télévisée) – Helen
- 1993 : Foreign Affairs – L'actrice
- 1996 : Un cœur innocent – Moll Flanders
- 1997 - 2004 : Urgences  – Dr. Elizabeth Corday
- 2003 : Légions – La reine Boadicée
- 2005 : L'Aventure du Poséidon (The Poseidon Adventure) – Suzanne Harrison
- 2005 : FBI : Portés disparus (saison 4, épisode 6) – Lucy Costin
- 2008 : Hope Springs – Ellie Lagden
- 2008 : Les Experts : Las Vegas (Natures mortes Saison 9 épisode 3)
- 2008 : Orgueil et Quiproquos (mini-série TV en quatre épisodes) – Mrs. Bennett
- 2008 - 2015 : Doctor Who – River Song
- 2009 : Urgences – Dr. Elizabeth Corday
- 2009 : New York, unité spéciale (saison 10, épisodes 14 et 20) – avocate de la défense Miranda Pond
- 2010 : Ben Hur – Ruth
- 2010 : Flashforward  – Inspecteur Fiona Banks
- 2010 : New York, unité spéciale (saison 11, épisode 23) – avocate de la défense Miranda Pond
- 2010 : New York, unité spéciale (saison 12, épisode 7) – avocate de la défense Miranda Pond
- 2010 : Private Practice – Marla Tompkins
- 2011 : Marchlands (en) (mini série) – Helen Maynard
- 2012 : NCIS : Enquêtes spéciales – Miranda Pennebaker
- 2012 : Maîtres et Valets (saison 2) – Dr Blanche Mottershead
- 2013 - 2016 : Arrow – Dinah Lance, mère de Laurel et Sara Lance
- 2014 : Chasing Shadows (en) – Ruth Hattersley
- 2016 : Blue Bloods (saison 6, épisode 17) – Commander Sloane Thompson
- 2016 : Gilmore Girls : Une nouvelle année  – Naomi Shropshire
- 2016 : Shoot The Messenger (en) – Mary Foster
- 2018 - 2022 : A Discovery of Witches – Sarah Bishop
- 2022 : Dodger (en) – Lucifer
- 2023 : En traître (saison 1, épisode 3) – Audrey Gratz
- 2024 : Douglas Is Cancelled – Sheila  Bellowes

## Voix françaises
- Catherine Privat[1] dans :
  - Urgences (série télévisée)
  - New York, unité spéciale (série télévisée)
  - L'Aventure du Poséidon (téléfilm)
  - Ben-Hur (mini-série)
  - Flashforward (série télévisée)

- Véronique Augereau[1] dans :
  - Alpha Dog
  - Shoot the Messenger (en) (série télévisée)
  - The Widow (série télévisée)

Et aussi
- Maïté Monceau dans Orgueil et Quiproquos[1] (mini-série)
- Brigitte Virtudes dans Arrow[1] (série télévisée)
- Manuela Servais dans Doctor Who (série télévisée)
- Francine Laffineuse (Belgique) dans A Discovery of Witches (série télévisée)
- Nathalie Homs dans Gilmore Girls : Une nouvelle année (mini-série)
- Denise Metmer dans En traître (série télévisée)
- Carole Franck dans Douglas Is Cancelled (mini-série)